# Sophie Dahn-Fries
Sophie Dahn-Fries, geb. Fries (* 13. April 1835 in München; † 23. Januar 1898 ebenda), war eine deutsche Blumen- und Landschaftsmalerin. Von 1885 bis 1898 war sie Vorsitzende des Münchner Künstlerinnenvereins.

## Leben
Sophie Dahn-Fries stammte aus einer ursprünglich pfälzischen Familie und war die einzige Tochter eines wohlhabenden Großhändlers. Bis auf wenige Jahre verbrachte sie ihr gesamtes Leben in ihrer Geburtsstadt München. Von 1858 bis zur Scheidung 1873 war sie mit dem Rechtswissenschaftler, Schriftsteller und Historiker Felix Dahn verheiratet. Aus der Ehe ging ein Sohn Friedrich, genannt Friedel (* 1859), hervor.
Nachdem die Erziehung ihres Sohnes abgeschlossen war, widmete sich Sophie Dahn-Fries der Malerei. In den 1870er Jahren begann sie mit ihren Werken in die Öffentlichkeit zu treten. 1876 zeigte sie durch Malereien verzierte Gebrauchsgegenstände (Spiegel, Tischplatte, Fächer) bei der Kunst- und Kunstindustrie-Ausstellung in München. Ihre Gouache-Arbeiten brachten ihr dort eine Medaille ein. 1882 nahm sie an der Bayerischen Landes-Industrie-Gewerbe- und Kunst-Ausstellung in Nürnberg teil und wurde „für gelungene dekorative Malereien“ mit einer Bronzemedaille ausgezeichnet.
Dahn-Fries war außerordentliches Mitglied der Münchner Künstlergenossenschaft, deren Jahresausstellungen sie mehrfach beschickte. Sie war zudem ordentliches Mitglied im Verein für Original-Radierung München und im Zweigverein München des Bayerischen Frauenvereins. 1891 präsentierte sie eine Landschaft im bayrischen Vorgebirge bei der Internationalen Kunstausstellung in Berlin und 1894 ein Früchtestilleben bei der Großen Berliner Kunstausstellung. In den 1890er Jahren stellte sie auch mehrfach in Österreich aus, so zeigte sie ein Trauben-Stillleben bei der Internationalen Kunstausstellung 1894 im Wiener Künstlerhaus.
Neben der Malerei engagierte Dahn-Fries sich organisatorisch und finanziell in einer 1868 eröffneten Kunstschule für Mädchen in München. Über diese Schule ist wenig bekannt, nach einigen Quellen wurde sie von Dahn-Fries gegründet, nach anderen entstand sie auf Initiative der Ehefrau des Staatsrats von Weber.
1882 gehörte Sophie Dahn-Fries zu den Gründerinnen des Münchner Künstlerinnenvereins. Als Nachfolgerin von Clementine von Braunmühl wurde sie 1885 zur Vorsitzenden des Vereins gewählt, was sie bis zu ihrem Tod blieb. In diesem Amt machte sie sich unter anderem um den Aufbau der Damenakademie verdient, die sie 1886 aus einer finanziellen Krise befreite. Sie initiierte wiederkehrende Veranstaltungen des Vereins wie den Weihnachtsmarkt und trug wesentlich zur Einrichtung eines Vorschussfonds und einer Krankenversicherung bei. Dahn-Fries wurde viermal wiedergewählt und es entwickelte sich ein gewisser „Verehrungskult“ um sie. Als sie 1898 im Alter von 62 Jahren nach langer Krankheit starb, wurden ihr zu Ehren eine Marmortafel und ein von Ilka von Fabrice gemaltes lebensgroßes Porträt im Vereinshaus angebracht.

## Werke (Auswahl)

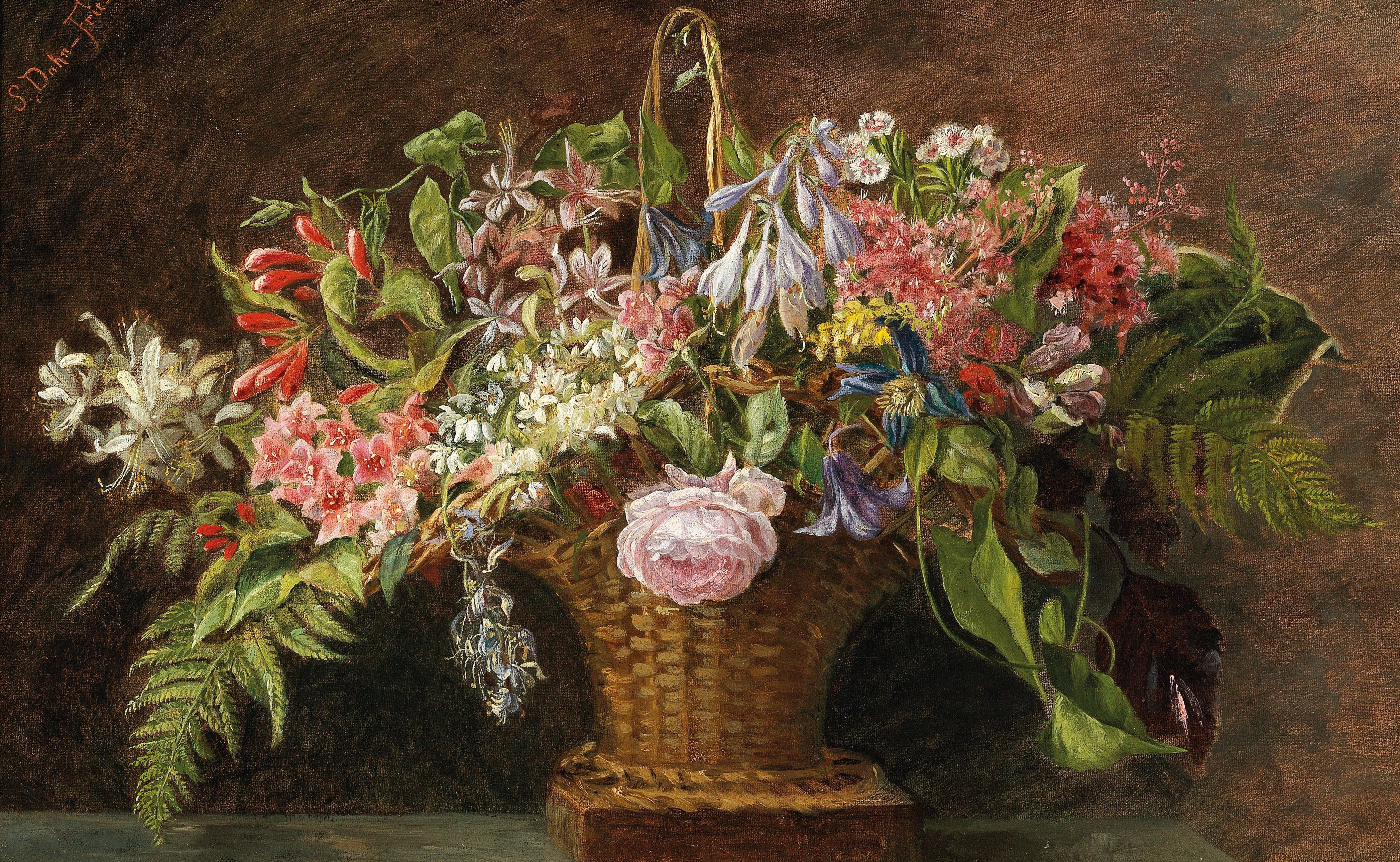
Ein Korb mit Alpenblumen

- Spiegel mit gemaltem Rahmen, bemalte Marmortischplatte, zwei bemalte Kassetten, drei Seidenfächer (Blumen in Gouachefarben), 1876 Kunst- und Kunstindustrie-Ausstellung, München
- gemalter Faltschirm, 1882 Bayerische Landesausstellung[15]
- Erntezeit, Öl, 1889 Münchener Jahresausstellung[16]
- Hochsommer im bayerischen Vorland, 1891 Internationale Kunstausstellung Berlin
- Trauben, Tempera Pereira, und Kirschen, 1893 Münchener Jahresausstellung[17]
- Rosen, zwei Aquarelle, 1894 Münchener Jahresausstellung[18]
- Früchtestilleben, 1894 Große Berliner Kunstausstellung[19]
- Landschaft im bayrischen Vorgebirge, 1895 Ankauf zur Verlosung Oberösterreichischer Kunstverein[20]
- Frühlingsblumen, 1895 Ausstellung Oberösterreichischer Kunstverein[21]
- Stilleben mit Früchten, 1897 Ausstellung Oberösterreichischer Kunstverein[22]
- Ein Korb mit Alpenblumen, signiert „S. Dahn-Fries“, Öl auf Leinwand, 39,5 × 62,5 cm[23]

## Ausstellungen (Auswahl)
- 1876: Kunst- und Kunstindustrie-Ausstellung, Glaspalast, München
- 1882: Bayerische Landes-Industrie-Gewerbe- und Kunst-Ausstellung, Nürnberg
- 1889, 1893, 1894: Jahresausstellung der Münchner Künstlergenossenschaft, Glaspalast, München
- 1891: Internationale Kunstausstellung Berlin
- 1892: Künstlerhaus Salzburg[24]
- 1894: Große Berliner Kunstausstellung
- 1894: Internationale Kunstausstellung, Wiener Künstlerhaus
- 1895, 1896, 1897: Oberösterreichischer Kunstverein, Linz